# Gedania Danzig
KS Gedania Danzig (celým názvem: Klub Sportowy Gedania zu Danzig) byl německý fotbalový klub, který sídlil v západopruském městě Danzig (dnešní Gdaňsk v Pomořském vojvodství). Jednalo se o sportovní organizaci polské komunity v samotném městě. Založen byl v roce 1922, zanikl v roce 1939 po vyhlášení druhé světové války. Klubové barvy byly červená a bílá.
Své domácí zápasy odehrával na stadionu Gedania-Platz auf dem Heeresanger.

## Historické názvy
- 1922 – KS Gedania Danzig (Klub Sportowy Gedania zu Danzig)
- 1939 – zánik

## Účast v nejvyšší soutěži
- Gauliga Ostpreußen
  - 1933/34, 1934/35, 1935/36, 1936/37, 1937/38, 1938/39

## Umístění v jednotlivých sezonách
Stručný přehled
Zdroj: 
- 1933–1935: Gauliga Ostpreußen – sk. A
- 1935–1939: Gauliga Ostpreußen – sk. Danzig

Jednotlivé ročníky
Zdroj: 
Legenda: Z - zápasy, V - výhry, R - remízy, P - porážky, VG - vstřelené góly, OG - obdržené góly, +/- - rozdíl skóre, B - body, červené podbarvení - sestup, zelené podbarvení - postup, fialové podbarvení - reorganizace, změna skupiny či soutěže
| Velkoněmecká říše (1933 – 1939) |                                 |        |    |   |   |   |    |    |     |    |        |
| Sezóny                          | Liga                            | Úroveň | Z  | V | R | P | VG | OG | +/- | B  | Pozice |
| 1933/34                         | Gauliga Ostpreußen – sk. A      | 1      | 12 | 2 | 2 | 8 | 22 | 41 | -19 | 6  | 6.     |
| 1934/35                         | Gauliga Ostpreußen – sk. A      | 1      | 12 | 5 | 4 | 3 | 28 | 20 | +8  | 14 | 3.     |
| 1935/36                         | Gauliga Ostpreußen – sk. Danzig | 1      | 12 | 6 | 2 | 4 | 36 | 20 | +16 | 14 | 3.     |
| 1936/37                         | Gauliga Ostpreußen – sk. Danzig | 1      | 12 | 8 | 2 | 2 | 43 | 16 | +27 | 18 | 2.     |
| 1937/38                         | Gauliga Ostpreußen – sk. Danzig | 1      | 12 | 6 | 3 | 3 | 40 | 22 | +18 | 15 | 2.     |
| 1938/39                         | Gauliga Ostpreußen – sk. Danzig | 1      | 18 | 6 | 4 | 8 | 39 | 57 | -18 | 16 | 5.     |